# Cypselurus hexazona
Cypselurus hexazona är en fiskart som först beskrevs av Bleeker, 1853.  Cypselurus hexazona ingår i släktet Cypselurus och familjen Exocoetidae. Inga underarter finns listade i Catalogue of Life.